# PC-FX
PC-FX — 32-разрядная игровая консоль, разработанная компанией NEC. Преемник предыдущей консоли от этой компании, PC Engine (известной в США под названием TurboGrafx 16). Выпущена в Японии 23 декабря 1994 года. PC-FX использовала для хранения игр только CD-диски, в отличие от PCE (TG16), игры для которой хранились на специальных картриджах HuCards (а также на CD, при наличии внешнего, или встроенного в некоторых моделях, CD-привода). Консоль имела необычный дизайн, более типичный для компьютера, чем для игровой консоли. Её корпус представлял собой вертикальную «башню», тогда как большинство консолей имеют плоскую горизонтальную форму. Геймпад внешне был похож на геймпад от Sega Mega Drive. Другая интересная особенность консоли — наличие трёх портов расширения. Обычно они редко используются на консолях, так как их наличие увеличивает цену, не представляя особой пользы для конечного пользователя.

## История
PC-FX была создана на основе нового 32-битного комплекта для разработки ПО от NEC, под названием «Iron Man». Iron Man был разработан в 1992 году, когда PC Engine оставалась очень популярной в Японии. После демонстрации первых работающих устройств в середине 1992 года, NEC начала обсуждать со сторонними разработчиками ПО возможность выпуска новой консоли на основе Iron Man. Но многие разработчики игр для PC Engine не высказали интереса к новой системе, так как рынок игр для PC Engine продолжал расти, и в результате NEC остановила работы над Iron Man, продолжив выпускать различные модификации PC Engine. В 1993 году на рынок вышла платформа 3DO, и многие разработчики проявили интерес к ней. Также, Sega и Sony заявили, что Sega Saturn и Sony PlayStation будут готовы к выходу на японский рынок в конце 1994. Bandai также вела подготовку к выпуску её новой 32-битной системы Playdia. Столкнувшись с необходимостью принятия срочных мер для сохранения большой базы разработчиков, сделавшей PC Engine настолько успешной, NEC должна была сделать выбор. Вместо того, чтобы тратить время на разработку новой, более мощной и конкурентоспособной системы, NEC взяла за основу PC-FX уже устаревшую архитектуру 32-битного Iron Man. Результатом стала недостаточно мощная игровая система, которая не смогла произвести должного впечатления ни на разработчиков ПО, ни на потребителей, что привело к её скорому провалу.
Поскольку PC-FX оказалась в невыгодном положении относительно конкурирующих систем, NEC пришлось выбрать более либеральную политику по отношению к выпускаемым на PC-FX играм. Обычно компании, выпускающие консоли, строго следят за качеством и тематикой выходящих на их системах игр, но NEC позволила разработчикам ПО выпускать что угодно, чтобы получить хоть какую-то поддержку с их стороны. В результате, PC-FX получила репутацию консоли, изобилующей играми в жанре хентай и симуляторами знакомств.

## Технические характеристики
- Процессор: NEC V810 на частоте 21.5 МГц, RISC-архитектура, производительность 15.5 MIPS
- Память:
  - ОЗУ: 2 МБ
  - Видео-ОЗУ: 1 МБ + 256 КБ
  - ПЗУ: 1 МБ (содержит операционную систему)
  - Буфер CD: 256 КБ
  - Сохранения игр: 32 КБ ОЗУ с батарейным питанием
- Видео:
  - Разрешение: 256 x 240, 320 x 240
    - Удвоение вертикального разрешения за счёт чередования строк

  - Фон: 6 слоёв
  - Спрайты: 2 слоя
  - Декодер видеопотока, с RLE или JPEG сжатием
- Звук:
  - Аудио-CD (16-разрядный, стерео)
  - Два ADPCM канала с частотой дискретизации до 31.5 КГц, управление панорамой
  - Шесть 5-разрядных цифровых каналов, управление панорамой
- Порты расширения:
  - Порт расширения основного ОЗУ
  - Порт карты памяти для сохранений
  - Порт расширения системы